# XPInstall
XPInstall (Cross-Platform Install) est une technique utilisée par la plateforme Mozilla pour l'installation de modules complémentaires (les extensions, thèmes, dictionnaires et plugins), apportant de nouvelles fonctionnalités aux applications concernées : Mozilla Firefox, Mozilla Thunderbird et SeaMonkey.
Un module d'installation Cross-Platform Installer (XPI, prononcer « zippy ») est une archive ZIP servant à l'installation de paquetages basée sur la technique XPInstall. L'extension de nom de fichier correspondante est : .xpi.

## Structure
Un paquet XPI est un dossier zippé contenant en général :
- un fichier install.rdf, chargé de l'installation des différents fichiers et précisant la compatibilité selon la version du ou des logiciels ;
- un fichier compressé (.jar) au nom de l'extension à installer et contenant :
  - un dossier content, avec les fichiers XUL et JavaScript ;
  - un dossier locale, avec les fichiers de langues ;
  - un dossier skin, avec la configuration de l'habillage ;
  - un fichier content.rdf, chargé de la configuration de l'extension (développeur, version, URL de mise à jour).